# 340479 Broca
340479 Broca este o planetă minoră (asteroid) din centura de asteroizi. A fost descoperită pe 28 aprilie 2006 la Saint-Sulpice de Bernard Christophe⁠(d). 
Obiectul prezintă o orbită caracterizată de o semiaxă mare de 2,6667010496184 UAi, o excentricitate de 0,080366377693796, o înclinație de 14,993700158251 ° în raport cu ecliptica.